# CrunchBase
Crunchbase是一个以Web 2.0方式表達的创业公司数据库，包含了创始人，关键雇员，财务状况，收购新闻以及其他重要事件。此外，Crunchbase也包含了知名创业人物及投资者的信息。Crunchbase开始于2007年，由TechCrunch持有。
Crunchbase对条目的所有修改需要审核，而新建页面的审核过程则需要大约24-48小时但是在該網站的免責聲明中，也提到不擔保網站上的資訊是否正確無誤，遊覽者必須自行承擔一切風險或損失。
Crunchbase的特色之一是通过LinkedIn API获得公司雇员数。但是這種統計方式，必須先在LinkedIn的網站註冊並填寫正確的個人資料，因此可能與實際員工數量有嚴重的誤差。
Crunchbase也提供简洁的API供其它网站调用。